# 端木蕻良
端木蕻良（1912年9月25日—1996年10月5日），原名曹汉文，后因仰慕屈原而改名曹京平，笔名有荃叶、罗旋、辛人、叶之琳、曹坪等，男，满族，辽宁昌图人，中国作家、《红楼梦》研究者。天津南开中学毕业、清华大学肄业。学生时代即开始创作，是中国东北地区流亡作家群中的代表人物。其成名作为他创作于1936年的短篇《鴜鹭湖的忧郁》，是反映日本控制下的满洲国人民生活的代表。

## 生平
1912年生于辽宁省昌图县鴜鹭树村，原名曹汉文，1928年在天津读中学时因仰慕诗人屈原而改名曹京平。1932年考入清华大学历史系，同年加入左联，发表小说处女作《母亲》。
1933年创作了长篇小说《科尔沁旗草原》，成为1930年代东北作家群的重量级力作，长期在上海和武汉等地从事抗战文学活动，其间著有长篇小说《大地的海》以及《鴜鹭湖的忧郁》《遥远的风沙》等一系列短篇小说，风格独异。1938年4月，身怀六甲的萧红与端木在武汉大同酒家结婚。
后于重庆、上海和香港等地投身于新品长篇小说《大江》《大时代》《上海潮》《科尔沁旗草原》第二部和诸多中短篇小说的创作，其中有《新都花絮》《风陵渡》《红灯》《红夜》《雕鹗堡》等名作。
1950年代后多次到深入农村、工厂和部队，创作了《墨尔格勒河》《风从草原来》《花一样的石头》等大量讴歌新生活的散文。1960年5月与锺耀群结婚。
文革结束后，端木创作了一批新时期文学特色的散文和文化随笔和中短篇小说《江南风景》等。长篇小说《曹雪芹》影响颇大。
1980年，端木当选为北京市作家协会副主席，1984年当选为中国作家协会理事。1996年10月5日因病于北京逝世，享年84岁。

## 人物轶事

### 笔名由来
关于“端木蕻良”这个笔名的由来有两种说法。
第一种说法是，中国画家端木梦锡曾经和端木蕻良在一次笔会上相遇，因为同姓端木，所以二人谈到各自的家世。端木蕻良说，自己本不姓端木，是随养父改的姓，后来用这个笔名发表了短篇小说《鴜鹭湖的忧郁》。
第二种说法是，曹汉文在1936年经郑振铎推荐给《文学》杂志发表他的第一个短篇小说《鴜鹭湖的忧郁》时，为了避免遭到迫害，给自己取了这样一个“既不被人猜疑，又让人难以模仿的笔名。于是用了“端木”这个复姓，又把他印象很深的东北红高粱中的“红粱”移作名字。但囿于当时国共局势，责编王统照认为“红”字在当时惹眼犯忌，建议换成一个较生僻的“蕻”字。后觉“蕻梁”二字组合起亦不理想，便又改为“蕻良”。

## 主要作品
- 《科尔沁旗摹》
- 《大地的海》
- 《曹雪芹》